# Герои: 108
„Герои: 108“ (на английски: Hero: 108) е анимационен сериал, излъчващ се по Cartoon Network. В него се разказва за хора и животни, които се борят за мир в Скритото кралство. Премиерата му е на 1 март 2010 г.

## Герои

### Първи отряд
- Лин Чанг е най-опитният и добър войн в редиците на Зелените. Той притежава невероятно зрение – има възможност да вижда много далеч или да гледа света със забавена скорост, докато той самият се движи изключително бързо. Зрението го е превърнало в добър стрелец – неговите бойни умения са спасявали често първи отряд от опасности. Въпреки че по призование е войн, Лин Чанг по душа е творец. Той прекарва голяма част от своето време в рисуване. Той следва творческите си умения, но за жалост му липсва талант.

- Мистичната Соня е най-красивото момиче в редиците на Зелените. Тя знае за това свое качество и не се колебае да го използва. Държи се като типично момиче, когато има изгода от това и определено обича да е център на внимание. Когато дойде време за битка обаче, Соня е много по-силна. Основното ѝ оръжие е нейният дълъг език – той може да се уголемява няколко пъти и да достига лесно противниците. Освен това тя носи на главата си мистично създание, наречено Якша. То може да променя тялото си в най-различни форми и винаги помага на мистичната Соня в битките. Тя каза на Могъщия Рей „Бананов мозък“.

- Могъщия Рей е най-могъщият член в отбора на Зелените. Неговите очи притежават невероятна сила – от тях излизат светкавици и гръмотевици, които могат да пробият дупка дори в планината. Силите му обаче имат няколко недостатъка. За да ги поддържа непрекъснато, той трябва да яде банани, които не обича! Въпреки неговите опити, обаче, не може да яде повече от един банан на ден. Мистичната Соня го нарича „Бананов мозък“.

- Сред зайците Скокливата Нинджа е познат като Заешкия Крал. Той е бил лидер на зайците, докато първи отряд не го убеждава да премине на страната на Зелените. Както всички зайци Скокливата Нинджа не може да говори езика на хората, но притежава голямо въображение. Той си представя как излита в космоса или играе в цирк – винаги неща, които го карат да се кикоти. Много често, когато трябва да работи, Скокливата Нинджа мечтае. Както повечето животни се разсейва много лесно ако види сладки изкушения или възможност за игри.

- Въпреки че не е боец, Господин Безръки също е част от първи отряд. Той не участва в битките на отбора, но отговаря за тренировките на членовете му. Стриктен е и често много строг с членовете на първи отряд, защото знае, че те са тези, които могат да обърнат битката в полза на Зелените. Той е единственият член на отряда, който притежава способността да лети. Опашката на главата му се върти като перка, а когато е в битка може да изстрелва стрели срещу противника. Въпреки името си, Господин Безръки всъщност има ръце, които държи скрити под наметалото. Когато ги пусне в действие, те често не му се подчиняват.

- Мил Горилий е осъзнал, че хората и животните ще трябва да работят заедно, за да победят Ти Гониш. Той е този, който събира героите на едно място и сформира Зелените. Със страх, че хората никога няма да позволят на една маймуна да ги предвожда в битка срещу животните, Мил Горилий се дегизира като човек! Водач е на първи отряд и е един от малкото, които говорят свободно езика на хората и на животните. Въпреки че е водачът, той не винаги е най-мъдрият в отряда. Решил е, че подкупването на животните със злато ще ги спечели като съюзници – тактика, която често е неуспешна. Въпреки всичко, когато една идея влезе в главата му, трудно може да бъде изкарана оттам!

- Ву Мъдреца е един от първите убедени от Мил Горилий да се присъединят към Зелените. Той е ексцентричен изобретател, който използва познанията и мъдростта си, за да помогне на Зелените в битките им срещу Ти Гониш. Често има странни, но добри идеи. Понякога обаче не иска да покаже, че не може да сътвори нищо интересно в този момент и твърди, че държи нещата под контрол изпадайки вътрешно в паника.

### Лошите герои
- Ти Гониш в миналото е бил шут в двора на императора, който е разсмивал всички. Той обаче обидил владетеля и бил изгонен от двора. Лутайки се сам се научил да мрази хората. Докато скитал, бил ударен от светкавица и в резултат на това се сдобил със способността да говори езика на животните. Той използвал своята сила да наговори лоши неща за хората пред животните и да ги настрои срещу тях, след което създал армия, която прогонила хората от домовете им. Ти Гониш е толкова самовлюбен, че принуждава животните да го наричат господар и играе с тях игри, които винаги трябва да печели. Всички, които се осмелят да му донесат новини за успеха на Зелените биват наказани.

- Братята Зебри са шпиони в армията на Ти Гониш и изкуствени магьосници. Те са първите, които са се присъединили към неговата войска в борбата им срещу хората и затова мислят, че имат специално място в сърцето на господаря си. Магическата им сила се проявява с най-голяма мощ по време на пълнолуние и притежават способността да говорят езика на хората.

## Епизоди
Вижте: Списък с епизоди на Герои: 108

## „Герои: 108“ В България
През 2010 г. сериалът започва излъчване по локалната версия Cartoon Network, всеки ден от 18:25. Дублажът е на студио 1+1. В него участват Иван Петков (Лин Чанг), Живко Джуранов (Мил Горилий), Лина Шишкова (Мистичната Соня), Явор Караиванов (Могъщия Рей), Петър Върбанов (Г-н Безръки), Стоян Цветков, Ненчо Балабанов, Кирил Бояджиев и други.